# Cinta adhesiva

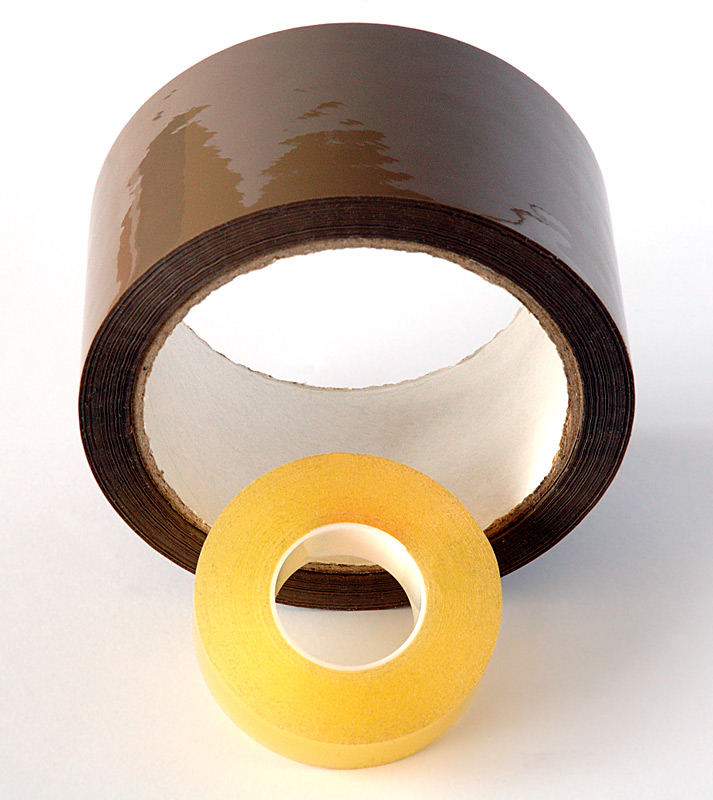
Dos tipos de cintas adhesivas.

La cinta adhesiva (nombres comunes) se utiliza para unir objetos de manera temporal, o a veces también permanente. El celo contiene una emulsión adhesiva por una cara, aunque existen con adhesivo por ambas caras. Se elabora con caucho sin tratar o con emulsiones acrílicas.
Al celo generalmente de vinilo utilizada para aislar cables y otros elementos eléctricos se la denomina cinta aislante.

## Origen
La cinta adhesiva fue inventada por la empresa 3M (Minnesota Mining and Manufacturing). La cinta original era cinta con papel en el dorso, a partir de esta se crearon las cintas transparentes y otras. El invento de Drew fue comercializado como Scotch Tape.

## Denominación
En España se la conoce comúnmente como celo (o cello), debido a que la primera marca comercial en aparecer en el país fue Cello-Tape. En la Comunidad Valenciana se conoce también como fixo y en Andalucía, Murcia y algunas zonas de Canarias se conoce como fiso, en referencia a la marca comercial Fixo. En México se popularizaron los términos diurex y scotch, por la misma razón, llamándose cinta canela a la marrón. En Argentina, Bolivia, Paraguay, Chile, Ecuador y Perú es más usado cinta Scotch aunque se lo pronuncia como escoch, la cinta también es popularmente conocida como cinta scar en Paraguay.  En Baja California es popularmente conocida por el anglicismo de tape (pronunciado como teip o teipe) y si es de mayor tamaño se le nombra como tape grueso. En Venezuela también se le llama teipe o celo-tape (pronunciado celoté) o celoven por vulgarización, y a la más gruesa y de color marrón, beige o incluso transparente se le llama tirro de embalaje.

## Tipos
Otros tipos de cinta adhesiva son:
- Cinta aislante
- Cinta americana
- Cinta vulcanizada
- Cinta de enmascarar
- Cinta de embalar
- Cinta para uso médico (esparadrapo)
- Cinta de señalización del suelo[11]